# Ребнер, Вольфганг Эдуард
Вольфганг Эдуард Ребнер (нем. Wolfgang Eduard Rebner; 20 декабря 1910, Франкфурт-на-Майне, Пруссия — 26 января 1993, Мюнхен) — немецкий пианист и композитор. Сын Адольфа Ребнера.

## Биография
Учился в Консерватории Хоха, затем совершенствовался в Берлине под руководством Артура Шнабеля; занимался также композицией у Пауля Хиндемита. Во второй половине 1930-х гг. гастролировал в США и Южной Америке как аккомпаниатор Эммануэля Фойермана. В 1939 г. обосновался в США, работал в Голливуде, концертировал в Лос-Анджелесе, выступал на радио, в том числе в составе фортепианного дуэта с Теодором Зайденбергом. В середине 1950-х гг. вернулся в Германию, где в 1954 г. прочитал на курсах новой музыки в Дармштадте этапную лекцию «Американская экспериментальная музыка» (нем. Amerikanische Experimentalmusik), в которой проводилось различие между традиционной музыкой, апеллирующей к некоторой композиционной системе, и экспериментальной музыкой, заинтересованной в звуке как таковом, а преемственность в области этой экспериментальной музыке возводилась от Чарльза Айвза и Эдгара Вареза к Генри Коуэллу и Джону Кейджу.
С 1955 г. жил и работал в Мюнхене, преподавал в Консерватории Траппа.